# Teatro Internacionalista

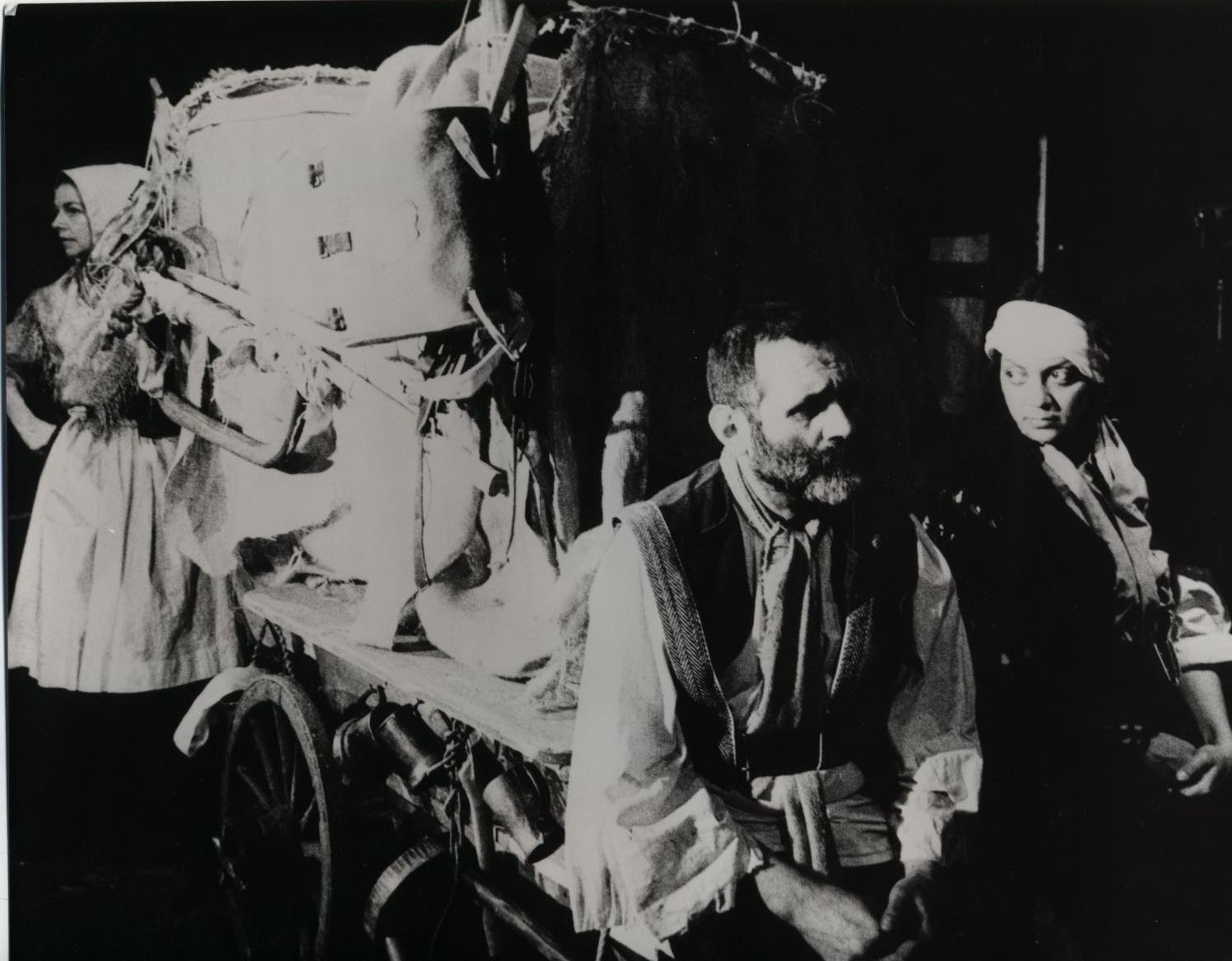
Renu Setna:capellán ,Josephine Welcome:Kattrin, Margaret Robertson: Madre Coraje, Madre Coraje y sus hijos, Bertolt Brecht, Teatro Internacionalista

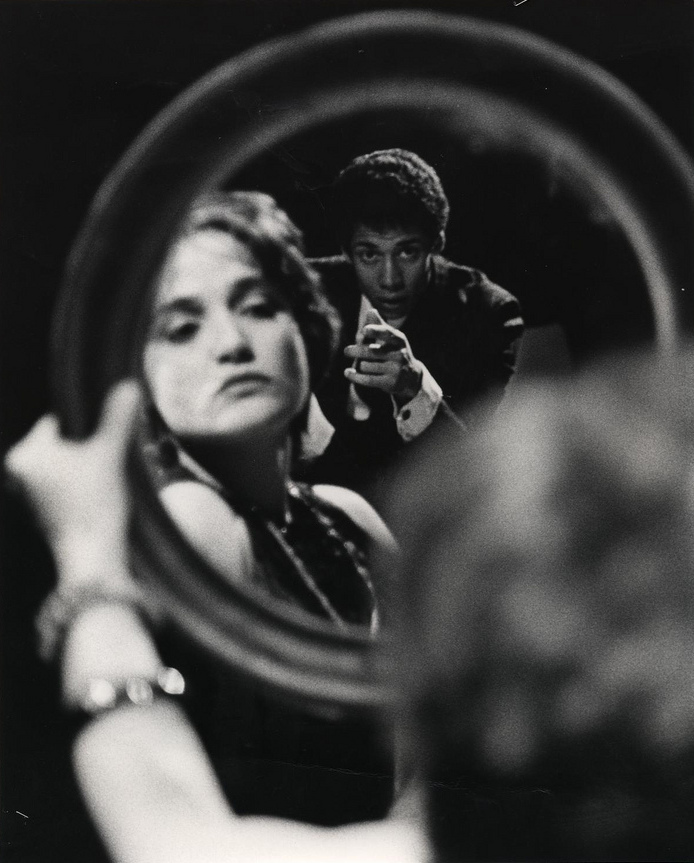
Angelique Rockas ,Carmen e Okon Jones, El balcón

Teatro Internacionalista (Internationalist Theatre) es la compañía de teatro de Londres fundada por la actriz sudafricana de origen griega Angelique Rockas en abril de 1981 para ser la pionera en la actuación de dramaturgia clásica y piezas contemporáneas con elencos multirraciales y multinacionales.
El diario británico 'The Stage' 'en su página' Theatre News 'en abril de 1981 anunció la intención de la empresa de "afirmar una política multirracial de dramaturgia, con una mezcla de artistas de diferentes grupos culturales ... incluyendo británicos nativos "en su próxima producción El balcón por Jean Genet con la actriz británica de Sierra Leonie, Ellen Thomas es la protagonista de Irma. Ann Morey en su BBC Servicio Latinoamericano (ahora BBC Mundo) transmitido sobre el desempeño del "El Campo" por Griselda Gambaro observa "una compañía de teatro que rompe barreras culturales y raciales".
Peter Hepple de  The Stage  descrito la realización de la producción de la Madre Coraje y sus hijos de Brecht como una "pieza teatral épica con un elenco multinacional" que incluyó al actor paquistaní Renu Setna como Capellán, Yves Aubert, Joseph Long y Angelique Rockas como Yvette.

## Obras dramatizadas por Teatro Internacionalista
- El balcón por Jean Genet traducido por Bernard Frechtman (junio de 1981);[10][11][12][13][14]
- El primer estreno británico de cualquier obra de la gran dramaturgo latinoamericana Griselda Gambaro, El Campo traducido por William Oliver (octubre de 1981);[15][16][17]
- Madre Coraje y sus hijos por Bertolt Brecht traducido por Eric Bentley (marzo de 1982);[18][19][20][21]
- El estreno británico de Liola por Luigi Pirandello (julio de 1982) dirigido por Fabio Perselli que también hizo la traducción;[22][23][24][25]
- El estreno británico de En el Bar de un Hotel de Tokio por Tennessee Williams (mayo de 1983);[26][27][28]
- La señorita Julia por August Strindberg traducido por Michael Meyer (enero de 1994).[29][30][31][32]
- Los Enemigos por Maxim Gorky, una producción con Ann Pennington, (marzo de 1985)[33][34][35][36][37]

## Archivo
- Bertolt-Brecht-Archiv Akademie der Künste
- British Library ((La Biblioteca Británica)  Archivado el 12 de septiembre de 2019 en Wayback Machine.